# Angelica saxicola
Angelica saxicola là một loài thực vật có hoa trong họ Hoa tán. Loài này được Makino ex Y.Yabe mô tả khoa học đầu tiên năm 1902.